# Otomão I de Canem
Otomão I (m. 1379) foi um maí (rei) do Império de Canem da dinastia sefaua e governou de 1377 a 1379. Otomão era filho de Daúde I (r. 1366–1376/1377), a quem sucedeu. Ao assumir, enfrentou a ameaça dos bulalas, que causaram a morte do pai, mas pereceu nos combates contra eles. Ao morrer foi sucedido pelo primo Otomão II (r. 1379–1381).